# 船場トンネル
船場トンネル（ふなばトンネル）は、広島県山県郡安芸太田町にある、中国自動車道の道路トンネル。

## 概要
広島北JCT - 戸河内ICは、長距離トンネルが6本存在する山岳区間。本トンネルは、広島北JCTから数えて3つ目である。開通当初は上り線側を使用おり暫定2車線で供用していたため、上り線内部は若干凹凸が見られ、当時の対面通行の跡が僅かながら残っている。

## 歴史
- 1983年3月24日：広島北JCT - 鹿野IC間の開通と共に供用開始（当時は暫定2車線供用）
- 1992年11月15日：下り車線のトンネルが開通。これにより中国自動車道が全線4車線化された[1]。

## 隣
ここでは、広島北JCT - 戸河内IC の長距離トンネル群も記載する。
E2A 中国自動車道
(26)広島北JCT - 牛頭山トンネル - 平トンネル - 船場トンネル - 澄合トンネル・三谷トンネル（上り線のみ） - 加計東トンネル - (26-1) 加計SIC・BS - 加計西トンネル - (27)戸河内IC